# Die leere Wasserflasche
Die leere Wasserflasche (Alternativtitel Das Geheimnis der leeren Wasserflasche) ist ein Kriminalfilm von 1917 der Filmreihe Joe Deebs.

## Handlung
Mit Hilfe von Joe Deebs findet man einen alten Familienschatz in einem Schloss.

## Hintergrund
Produziert wurde der Film von May-Film GmbH Berlin. Die Dreharbeiten fanden im Dezember 1916 statt. Er hat eine Länge von vier Akten. Die Polizei Berlin erließ im Januar 1917 ein Jugendverbot (Nr. 40186), die Polizei München verbot die Ankündigung als Detektivfilm (Nr. 25407, 25408, 25409, 25410, 25411). Die Uraufführung war am 23. November 1917 im Tauentzien-Palast in Berlin.

## Rezeption
Der Kritiker der Zeitschrift Neue Kino Rundschau Nr. 17 v. 30. Juni 1917 urteilte auf Seite 14:

„Dieser vieraktige Detektivfilm aus der Joe Deebs-Serie muß als eines der besten Dramen dieser Art bezeichnet werden.
Die Handlung, in die mancherlei scherzhafte Momente eingeflochten sind, was ja dem Publikum stets willkommen ist, bietet insoferne wieder Abwechslung, indem es sich nicht von vorneherein um die Aufdeckung eines Verbrechens handelt, sondern um einen Aufsitzer des Detektivs, der einer von senem Freunde erfundenen unerklärlichen Begebenheit nachspürt. Dank seiner Bemühungen hat aber der findige Detektiv dennoch Erfolg. Seine Nachforschungen bringen eine unlautere Handlungsweise an den Tag und führen zur Auffindung eines bisher legendären Familienschatzes.
Heiter und dabei doch ungeheuer spannend und interessant durchgeführt, wird der gute Eindrck dieses brillanten Films durch schauspielerische Glanzleistungen noch sehr erhöht.“